# Kurt Granzow
Kurt Erich Granzow (* 7. Mai 1909 in Berlin; † 10. September 1943 ebenda) war ein deutscher Funktionär der KPD. Er gehörte dem Militärpolitischen Apparat der KPD (M-Apparat) an, dessen Leitung er in Deutschland 1933/34 kurzzeitig innehatte. Anschließend war er in der Emigration für die Abwehr der KPD tätig.

## Leben und Wirken
Der Sohn eines Werkzeugmachers erlernte das Goldschmiedehandwerk, trat 1925 dem KJVD und 1929 der KPD bei, für die er zeitweise geheime Waffenlager verwaltete. Ab November 1932 bis Mai 1933 hielt er sich in Moskau auf, wo er von Januar bis April 1933 einen Schulungskurs an der Militärpolitischen Schule der Komintern in Moskau absolvierte. Weitere Teilnehmer dieses Kurses, die im Laufe des Sommers und Herbstes 1933 über Prag nach Berlin geschleust und überwiegend im Rahmen des M-Apparates der KPD zum Einsatz kamen, waren Michael Kazmierczak und Rudolf Schwarz, Heinrich Reichel, Alfred Kowalke und Gerhard Holzer. Granzow war ab Juli 1933 unter dem Decknamen „Eugen“ illegal in Berlin aktiv. Er organisierte Geheimquartiere und Postanlaufstellen und ging Verhaftungen nach. Nach der Verhaftung von Rudolf Schwarz übernahm Granzow die Leitung der Abwehrorganisation der KPD und organisierte die Ermordung des von der Gestapo „umgedrehten“ Alfred Kattner durch Hans Schwarz. Mit den Planungen dazu hatten er und Hans Schwarz noch Ende 1933 im Auftrag von Rudolf Schwarz begonnen.
Nach dem Mord im Februar 1934 floh Granzow nach Prag und im März 1934 nach Paris, wo er für die Rote Hilfe tätig wurde. Im Oktober 1934 ging er nach Saarbrücken, anschließend nach Prag, wo er kurzzeitig von der tschechischen Polizei inhaftiert wurde und schließlich nach Zürich, wo er bis Ende 1935 die Abwehr der KPD leitete. In dieser Zeit reiste Granzow wiederholt mit falschem Pass nach Stuttgart und Frankfurt am Main, um Aussagen von Emigranten zu überprüfen. Von 1936 bis 1938 leitete er die Abwehr der KPD in Kopenhagen und verhandelte in Schweden und Norwegen über die Möglichkeiten, dass KPD-Flüchtlinge dort Asyl erhalten könnten. Er wurde schließlich 1938 verhaftet und nach Paris abgeschoben. Von hier ging Granzow nach Spanien, um sich den Internationalen Brigaden im Spanischen Bürgerkrieg anzuschließen. Das Deutsche Reich bürgerte ihn 1939 aus.
Ab Februar 1939 wurde Granzow in Frankreich in den Lagern Gurs und Le Vernet interniert und im November 1941 nach El Djelfa in Algerien verlegt. Von dort wurde er zunächst am 14. Oktober 1942 in das Gefängnis von Castres in Südfrankreich gebracht und von den Behörden Vichy-Frankreichs gemeinsam mit Willi Bürger Ende November 1942 an Deutschland ausgeliefert. Hans Schwarz war 1942 in der Slowakei verhaftet worden, und sein Geständnis hatte die Gestapo verwendet, um Granzows Auslieferung zu betreiben. Am 19. August 1943 wurde Granzow vom Volksgerichtshof für den Mord an Kattner als „Ehrloser“ zum Tode verurteilt und am 10. September 1943 in Plötzensee im Rahmen der Plötzenseer Blutnächte hingerichtet.
Granzow benutzte die Decknamen Niels Larsen, Felix, Bert van der Laan und Rudolf Karaseck.